# Galaxie du Sextant B
Sextans B est une galaxie naine irrégulière rapprochée, distante de 1,36 ± 0,07 Mpc (∼4,44 millions d'al) et située dans la constellation du Sextant.
Comme Sextans A, elle fait partie du sous-groupe de galaxies de NGC 3109. Proche des frontières du Groupe local, il est possible que ce sous-groupe n’y soit pas lié gravitationnellement.
Sextans B est l'une des plus petites galaxies naines irrégulières à abriter des nébuleuses planétaires (au nombre de 5). Elle possède également son propre amas globulaire découvert en 2007. Ce dernier présente des similitudes avec les amas globulaires de la Voie lactée en termes de masse (∼105 M☉), de luminosité et de paramètres structurels.
La classe de luminosité de Sextans B est V-VI et elle présente une large raie HI. Sa vitesse par rapport au fond diffus cosmologique est de 645 ± 24 km/s.

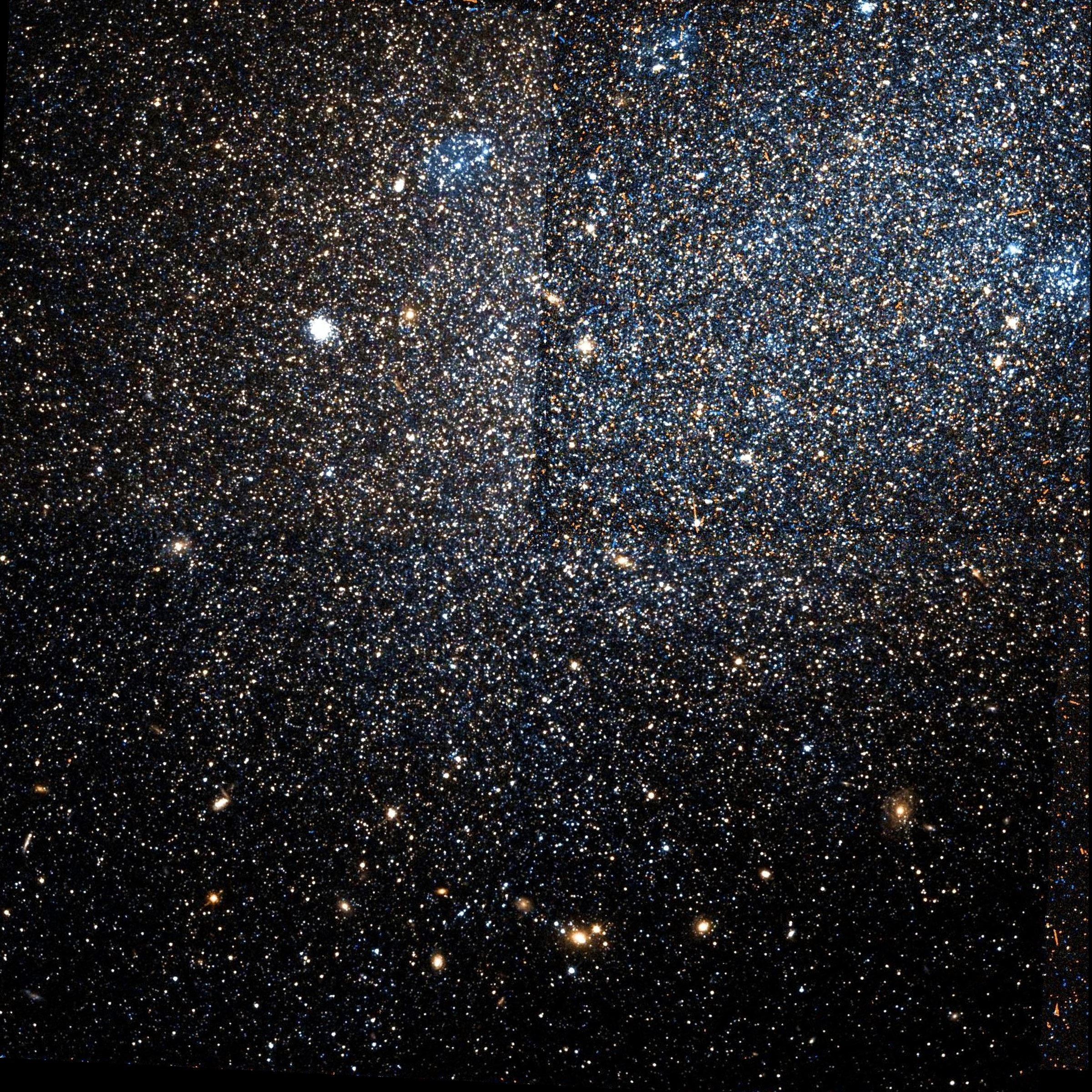
Sextans B imagée par le télescope spatial Hubble.

À ce jour, 34 mesures non basées sur le décalage vers le rouge (redshift) donnent une distance de 1,564 ± 0,317 Mpc (∼5,1 millions d'al). Étant donné que cette galaxie est rapprochée du Groupe local, ces mesures sont plus fiables que la distance obtenue à partir du décalage vers le rouge.